# Église Saint-Maurice de Lille
Pour les articles homonymes, voir Église Saint-Maurice.
L'église Saint-Maurice est une église située rue Pierre-Mauroy, dans le centre historique de Lille.
La première mention écrite de l'église est l'acte de création de la collégiale saint Pierre en 1066, où les revenus de l'autel Saint-Maurice de Fins reviennent à celle-ci. Les éventuelles églises antérieures ne sont pas connues.
La construction de l'église actuelle, débutée à la fin du XIVe siècle et achevée à la fin du XIXe siècle, s'étend sur plus de quatre siècles. Église-halle de style gothique et néogothique, elle est classée monument historique depuis 1840.

## Historique

### Origine

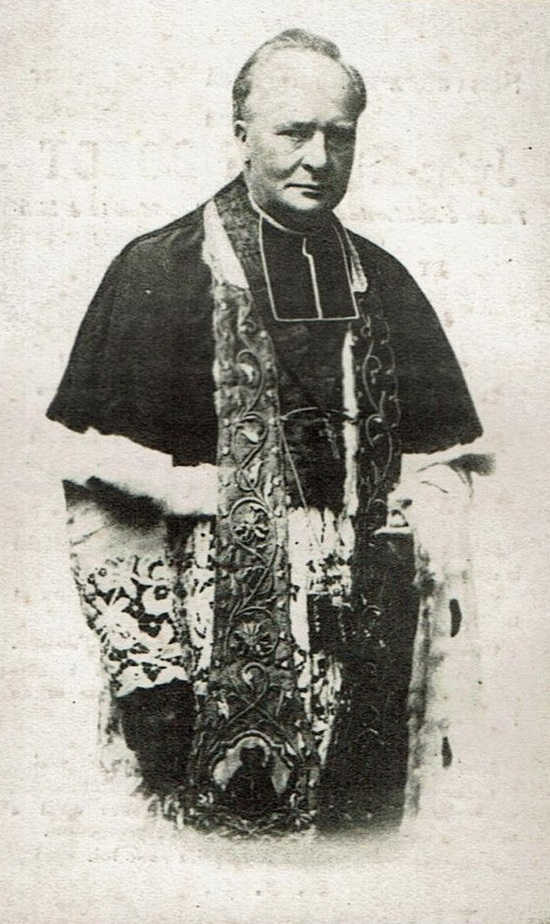
Jules-Hippolyte Boedt, vicaire de Saint-Maurice de 1867 à 1873.

La datation de l'église Saint-Maurice est problématique. Des historiens considèrent sa présence comme le témoignage d'un ancien peuplement ou l'associent au mallus publicus tenu en 875 à Fins. À l'opposé, la charte de 1066 suggère une installation plus récente, faite par l'évêque Baudoin (évêque de Noyon et Tournai de 1044 à 1068).
Une explication traditionnelle considère que l'église serait située sur les ruines d'un lieu de culte dédié à Mars, pour preuve le défaut d'orientation de l'église et la dédicace à Saint Maurice, unique dans le diocèse de Tournai, ainsi que le nom de Fins du latin fines frontière.

### Étapes de l'édification

#### Construction
Les deux dernières travées de la nef et les trois travées centrales du transept remontent à la fin du XIVe siècle.
Le chœur, avec collatéraux, chapelles latérales orientales (aujourd'hui dédiées à la Vierge et à saint Joseph), déambulatoire et chapelles rayonnantes, est construit de 1421 environ à 1431.
La nef est agrandie vers l'ouest et une tour est construite au cours du XVe siècle. La tour, fortement délabrée, sera détruite au début du XIXe siècle.
Vers 1500, le transept est allongé pour atteindre ses dimensions actuelles.
Aux XVIe et XVIIe siècles sont ajoutées les chapelles latérales à la nef et au chœur (de 1539 à 1544 côté nord, et de 1621 à 1660 au plus tard côté sud).
Les voûtes, prévues dès l'origine, ne sont montées qu'entre 1615 et 1623. À la même période, la nef est surhaussée à la hauteur du chœur et une petite tour lanterne en bois, source de lumière, est érigée à la croisée du transept. Cette tour lanterne est supprimée en 1805 et remplacée par le « parapluie ».

#### Agrandissement
Au XIXe siècle, Philippe Cannissié (1779-1877), architecte de la ville (1849-1867), dirige la restauration jusqu'à sa mort. Le monument lui doit son apparente homogénéité. Il fait construire les sacristies, élevées à l'est de l'édifice entre 1859 et 1863, et les trois travées occidentales de la nef avec le clocher (1867-1877). L'église bénéficie d'un ultime agrandissement au XIXe siècle car elle doit alors être promue cathédrale de Lille ; ce qui ne se fera finalement pas en raison de la construction de la cathédrale Notre-Dame-de-la-Treille. Philippe Cannissié fait également ajouter de nombreuses statues sur la façade ouest (1874-1875) dues à Henri Biebuyck (1835-1907), Félix Huidiez (1841-après 1906) et Jules-Victor Heyde, sculpteurs lillois.
Cet agrandissement s'accompagne de l'élargissement des voies environnantes. Au début du XIXe siècle le contour Saint-Maurice était une voie étroite ne laissant qu'un faible dégagement devant la façade. La partie nord de ce contour entre la rue des Morts (actuelle rue Schepers) et la rue du Priez était la rue des Os-rongés. Des maisons visibles sur le plan de Lille de 1822 étaient accolées au flanc sud de l'église. Les maisons entre le contour et la rue Pierre-Mauroy (à l'époque nommée rue de Paris) sont détruites au milieu du XIXe siècle pour dégager une place projetée en 1822. Les travées supplémentaires et la nouvelle façade sont édifiées sur une partie de cette place et le parvis qui remplace le contour et la rue des Os-rongés est élargi.

#### Rénovation
En 2001, un incendie criminel a lieu dans la sacristie sud. La chapelle axiale du saint curé d’Ars a été heureusement épargnée. La reconstruction à l'identique de la toiture de cette chapelle a été le point de départ d'une grande campagne de restauration de l'église : chevet de l'église et sacristie, puis façades des nefs latérales et enfin les couvertures et toitures (en ardoise du Pays de Galles) en juin 2010.
En 2015, la tour est en restauration à la suite de chutes de pierres importantes. L'intérieur n'est pas restauré. Les grilles des fenêtres du chevet ont été rehaussées. Par contre, demeure encore une trace de l'incendie de 2001 : un vitrage cassé jamais changé après plusieurs sollicitations sur la sacristie côté Nord. Les trois cloches de l'église sont toujours muettes et une seule est actuellement électrifiée sans pour autant sonner.
En 2019 et 2020, le parvis de l'église est réaménagé en même temps que la rue Pierre-Mauroy et la façade et le clocher de l'église font l'objet d'une nouvelle mise en lumière.
Différentes évolution de l'église Saint-Maurice de Lille :

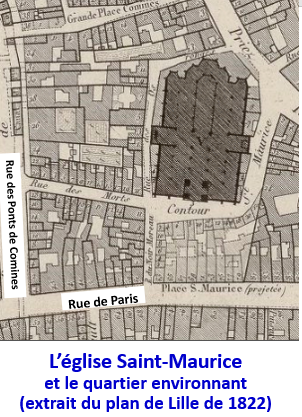
L’église Saint-Maurice en 1822.
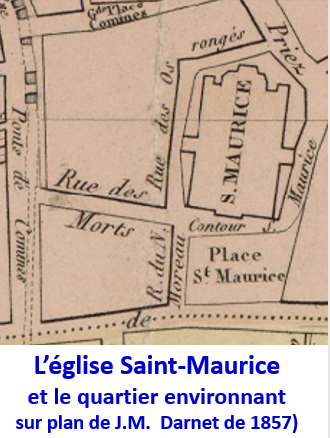
L’église Saint-Maurice en 1857.
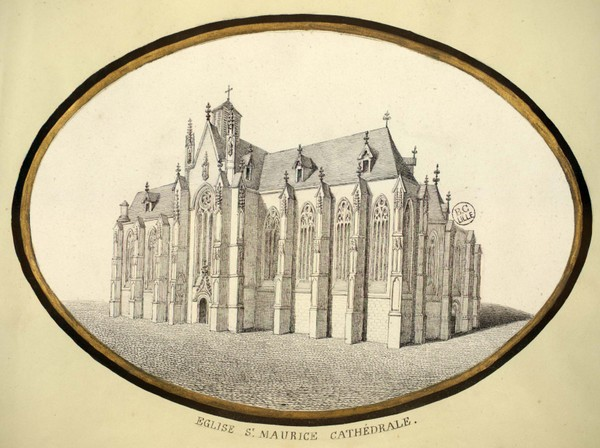
L’église Saint-Maurice en 1860.
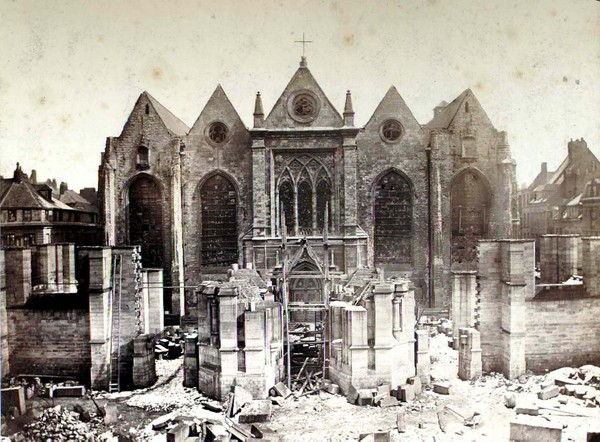
L’église Saint-Maurice en 1870.
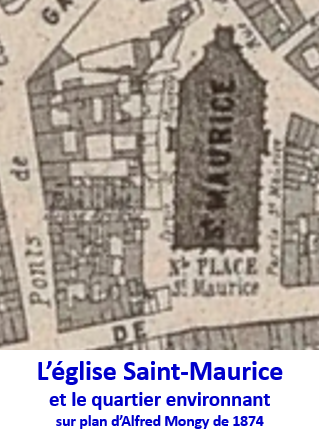
L’église Saint-Maurice en 1874.
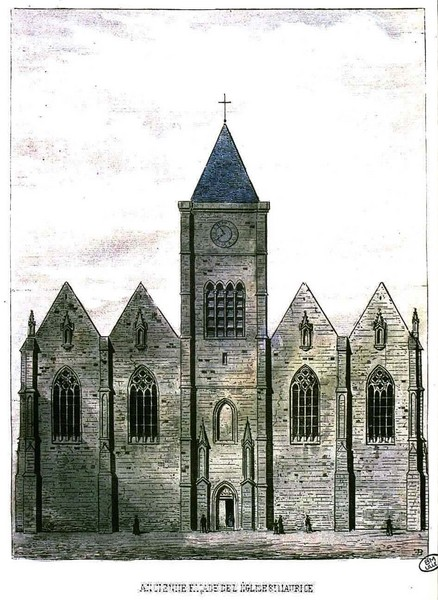
L’église Saint-Maurice vers 1860.

## Le monument

### Structure et dimensions
L'église présente de nos jours :
- Une longue nef de sept travées avec doubles collatéraux et tour dans œuvre
- Un transept à peine saillant de cinq travées
- Un chœur de trois travées avec chevet à cinq pans, collatéraux
- Quatre chapelles latérales
- Un déambulatoire intégrant trois chapelles rayonnantes.

Il s'agit d'une église-halle (hallekerk) : l'édifice ne comporte qu'un seul niveau d'élévation et tous les vaisseaux sont de même largeur et de même hauteur. L'architecture est plus particulièrement de style gothique brabançon.[réf. nécessaire]
La tour se termine par une flèche ajourée. Le décor intérieur flamboyant est sobre : les supports intérieurs principaux sont des colonnes avec chapiteaux à deux rangs de feuilles de chou frisé. Le plan du chevet est original : le déambulatoire est joint aux chapelles rayonnantes par une même voûte, le mur du fond formant une sorte de paravent entièrement ajouré. Ce parti s'inspire de l'ancienne collégiale Saint-Pierre à Lille (détruite au cours de la Révolution). Le fait de combiner, à la fin du Moyen Âge, la structure économique d'une église-halle avec un déambulatoire est extrêmement rare.

### Extérieur

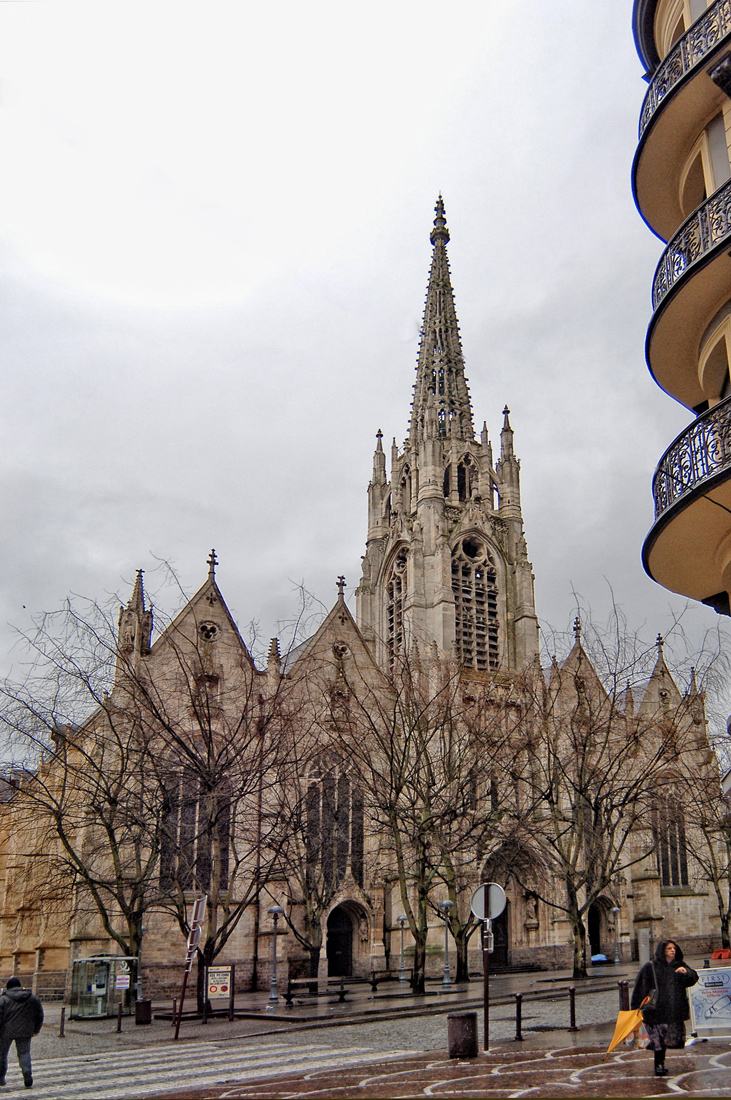
Église Saint-Maurice.
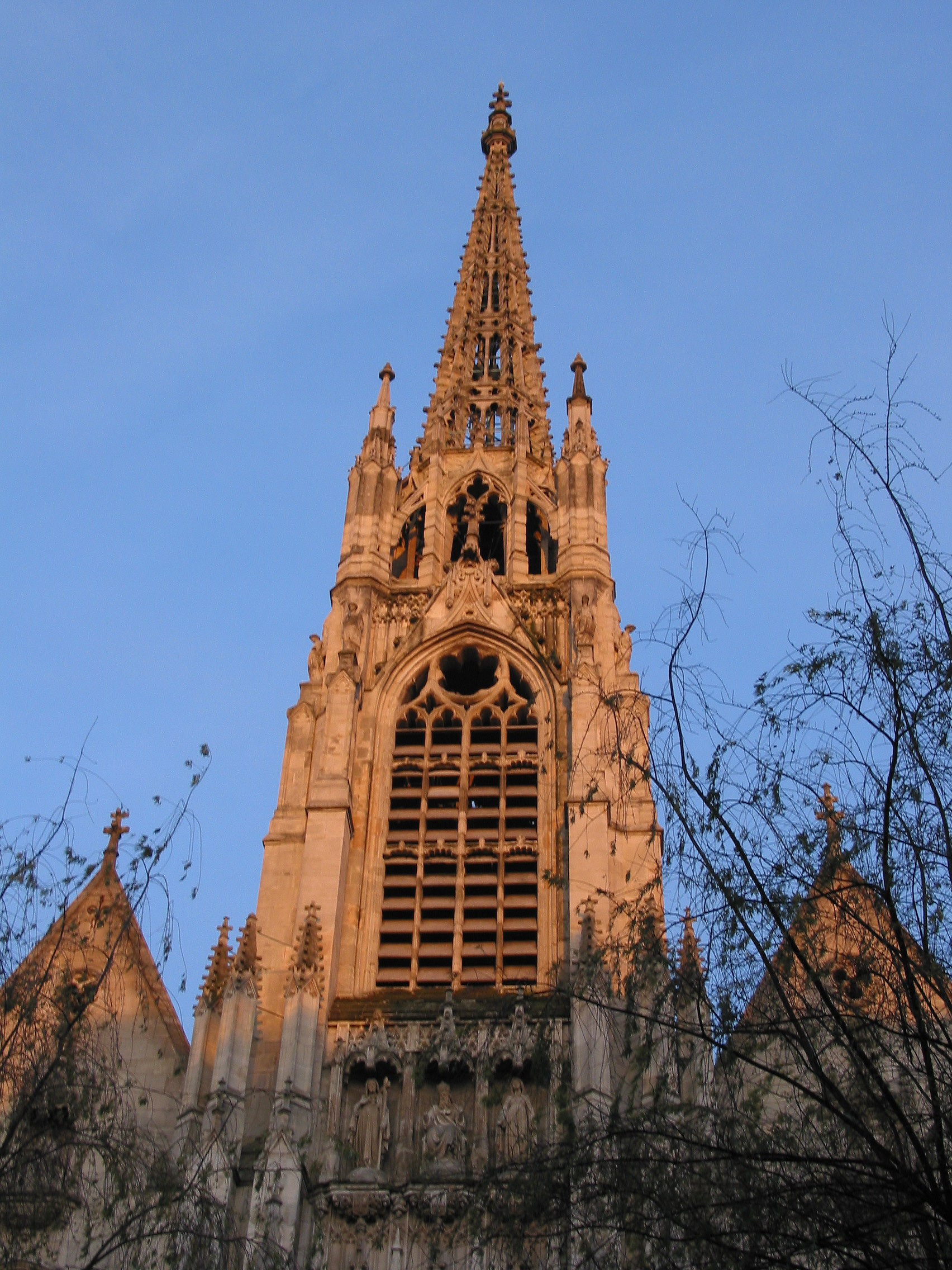
Clocher de l'église Saint-Maurice.
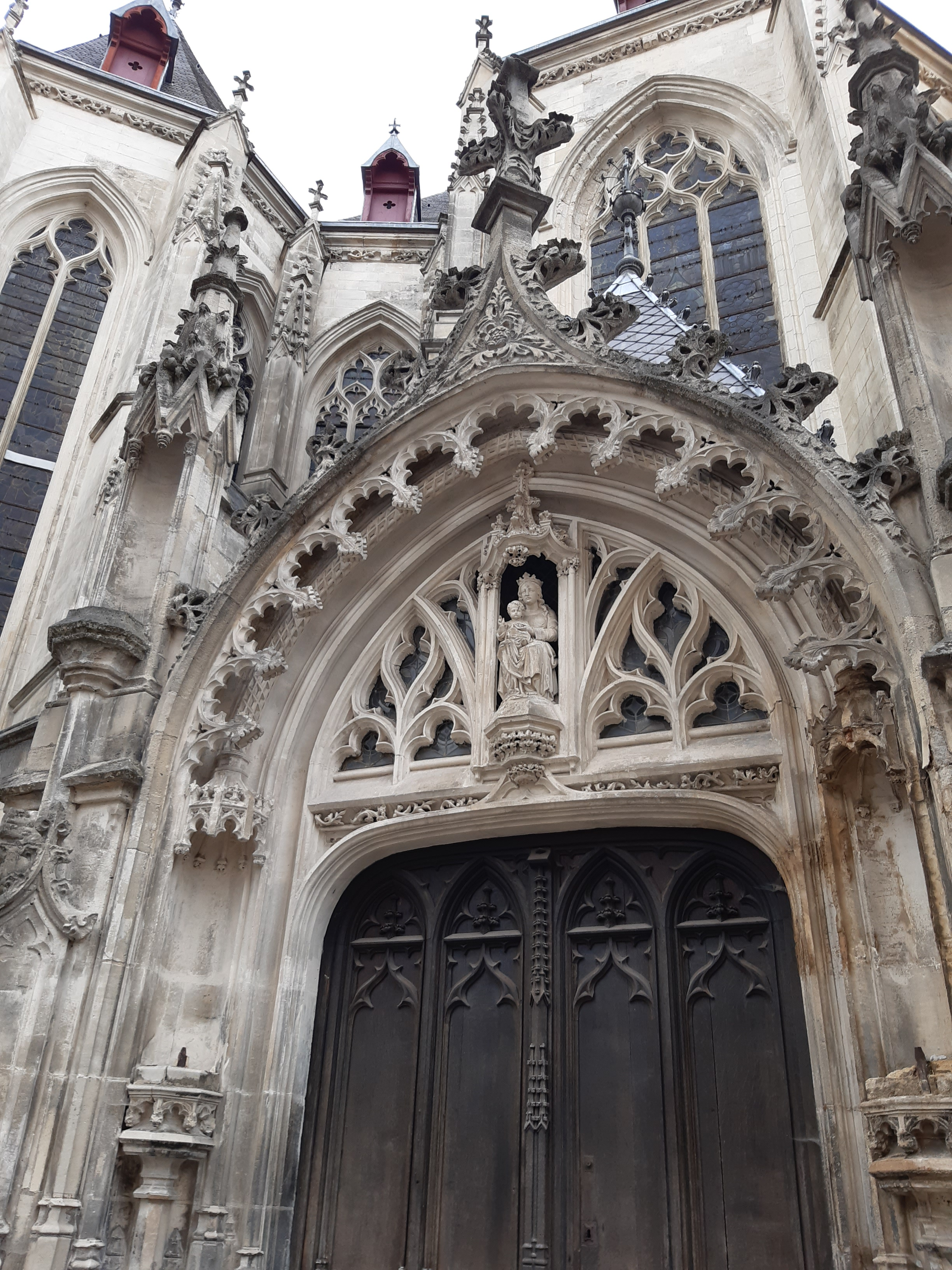
Portail de l'église Saint-Maurice.
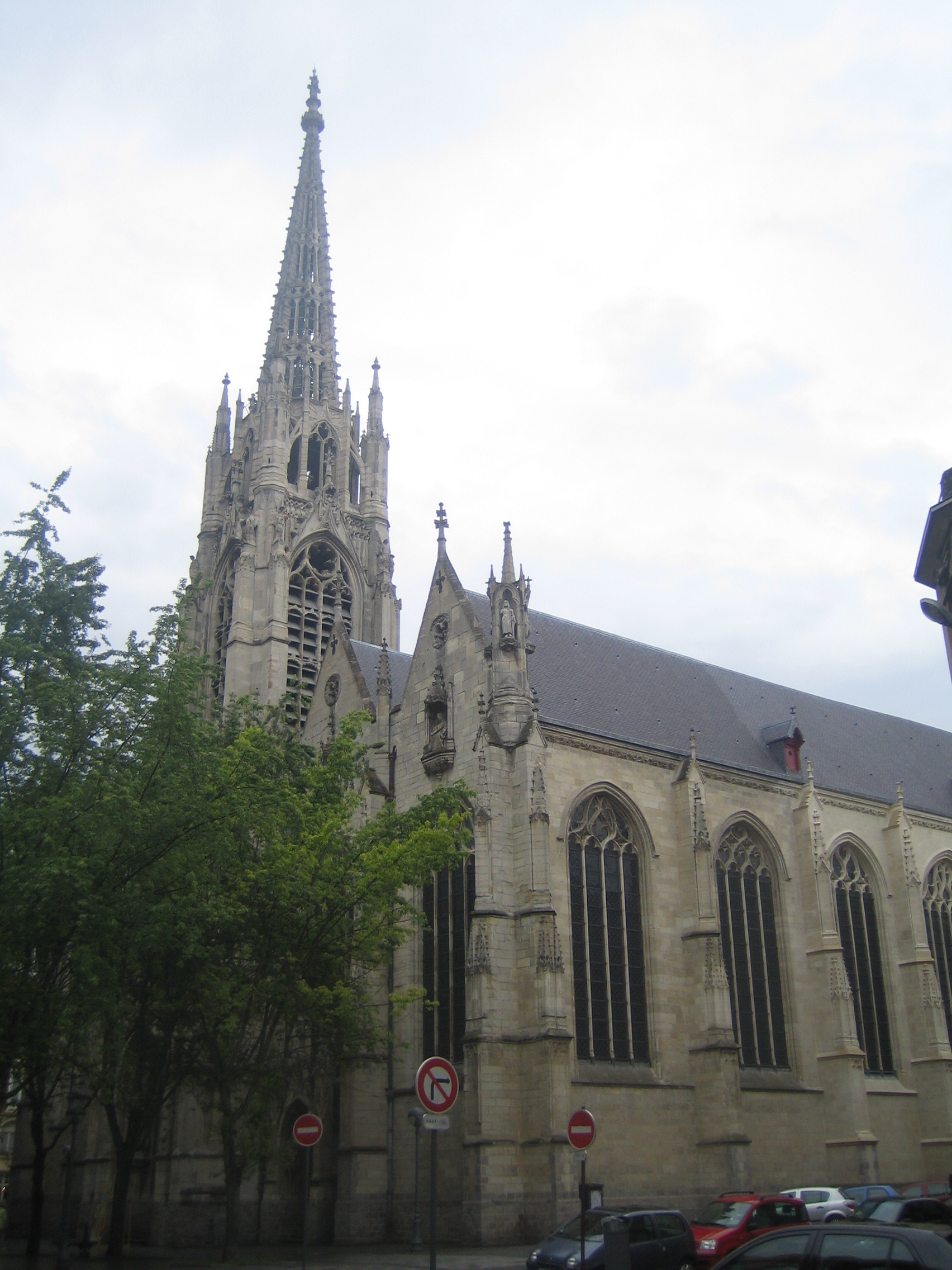
Église Saint-Maurice.
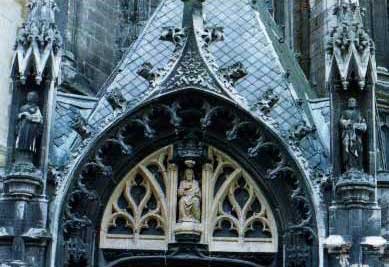
Sculpture du linteau de la porte arrière de l'église Saint-Maurice.
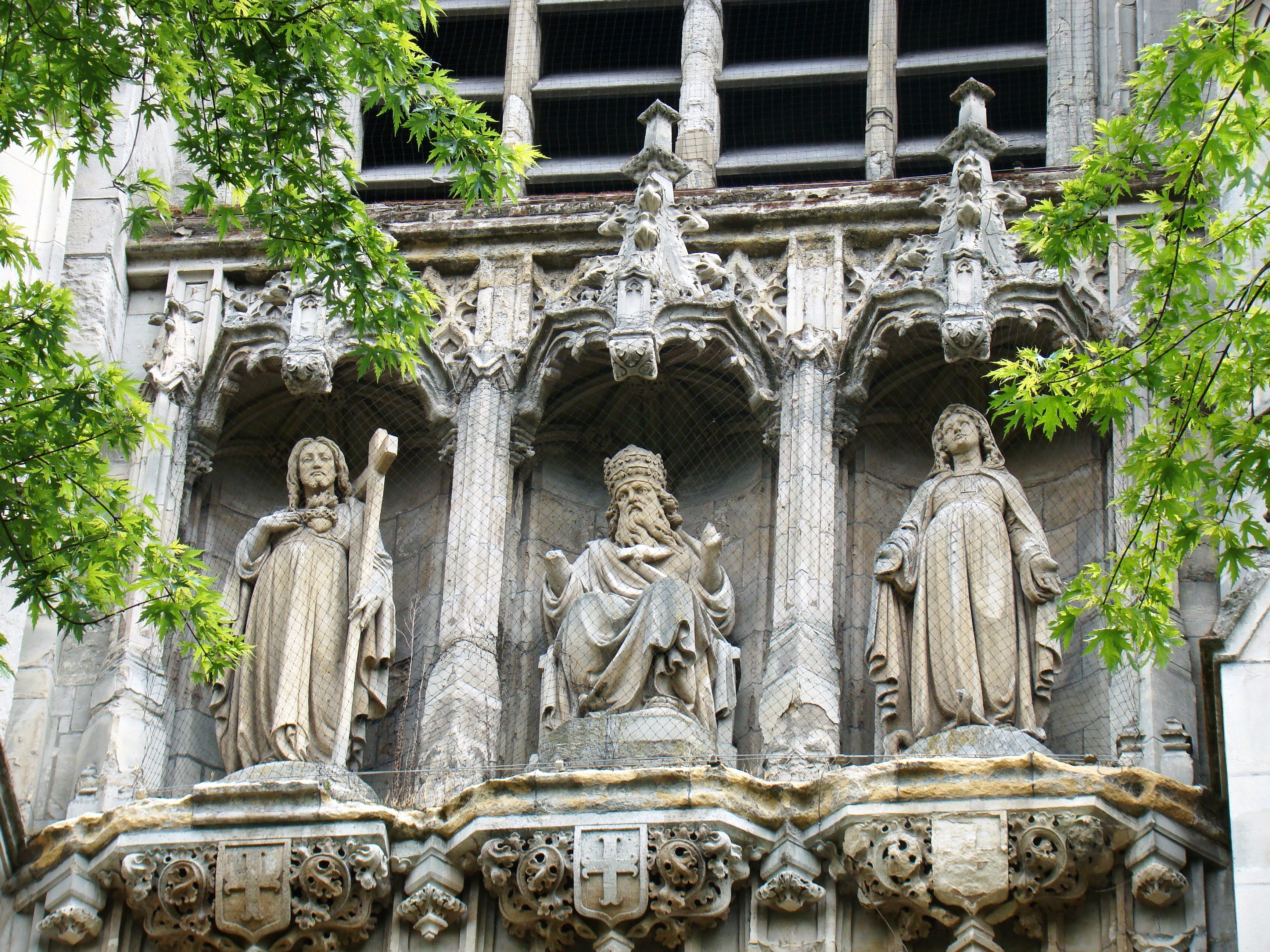
Tour-clocher de l'église Saint-Maurice.

### Intérieur
L'église est dépouillée lors de la Révolution française : les confiscations révolutionnaires sont rassemblées à l'ancien couvent des Récollets, rue des Arts. Une partie de son mobilier lui est restituée au début du XIXe siècle. Elle accueille alors également de nombreux tableaux issus d'anciens couvents de la ville. Bon nombre sont l’œuvre de Jakob van Oost dit le Jeune (1639-1713), peintre né à Bruges et établi à Lille de 1668 à 1708 (Transverbération de sainte Thérèse avant 1679, La Fuite en Égypte 1697, L’Adoration des Bergers entre 1697 et 1699, Le Mariage de la Vierge 1699, La Présentation au Temple 1700). Quatre tableaux représentant des scènes de la Passion (1767-1768) sont dus au peintre lillois Louis Joseph Watteau dit de Lille (1731-1798).

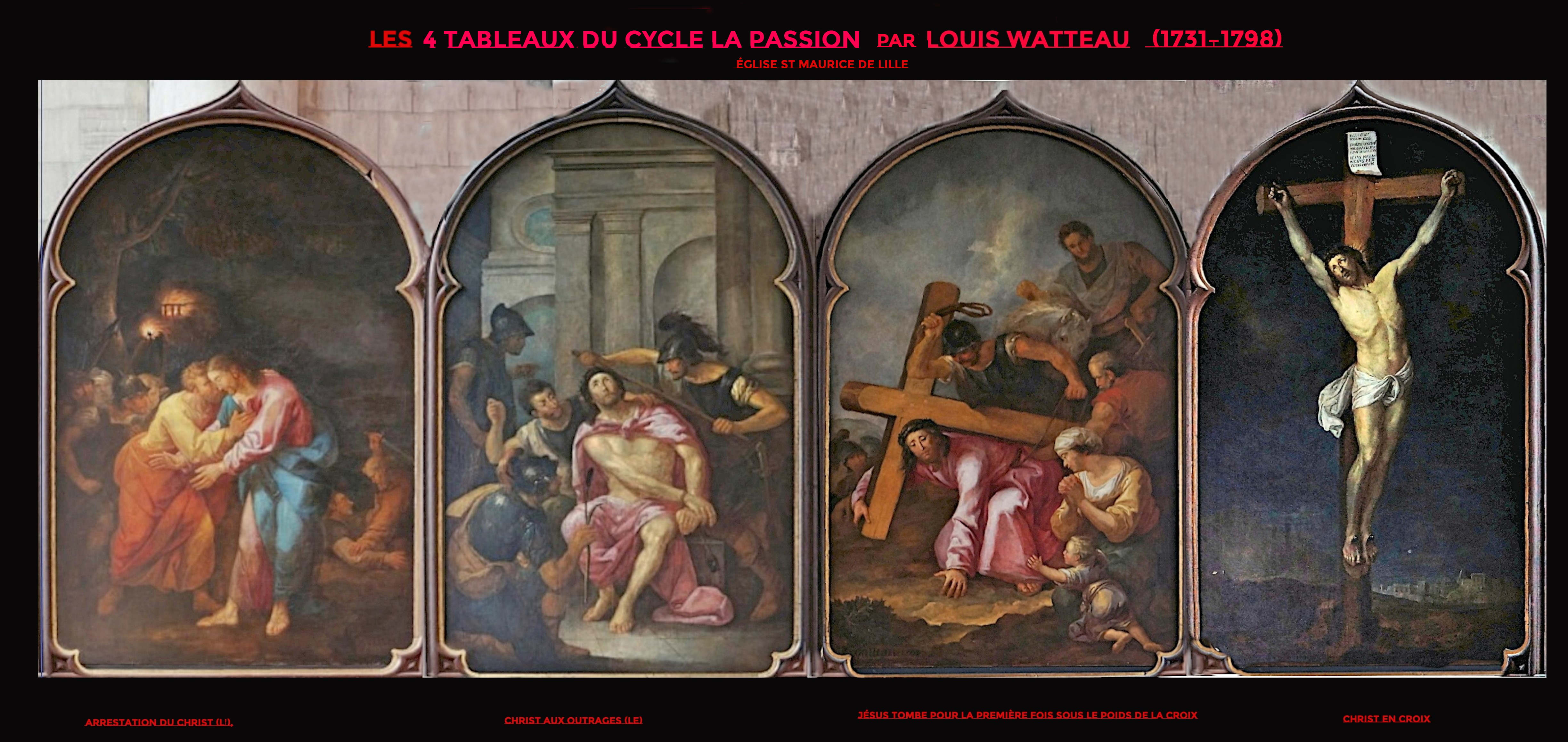
Les 4 tableaux du cycle la Passion par L.WAatteau (1767)

L'église abrite également un monument au duc de Berry qui renferme les viscères de Charles Ferdinand d'Artois, assassiné en 1820. Il a été dessiné par Victor Leplus (1798-1851) et exécuté par Edme-François-Étienne Gois (1765-1836). Les statues de marbre blanc représentent à gauche la ville de Lille et à droite la Religion.
Lors de la restauration dirigée par Philippe Cannissié, l'église est dotée de mobilier néogothique de Charles Buisine-Rigot (1820-1893), le plus important menuisier sculpteur lillois de l’époque. Elle fut aussi dotée de vitraux exécutés entre 1859 et 1861 par Charles Gaudelet (1817-1880), peintre verrier lillois, d’après les cartons du peintre lillois Victor Mottez (1809-1897), élève de Dominique Ingres.
Trois bombardements, en 1914, 1916 et 1942, ont nécessité le renouvellement de plusieurs verrières, exécutées par Pierre Turpin, peintre verrier lillois. Enfin, dans les années 1940 et 1950, le doyen A. Vandenabeele renouvela une partie du mobilier néogothique (chaire, retable de la Vierge, statues de saints).

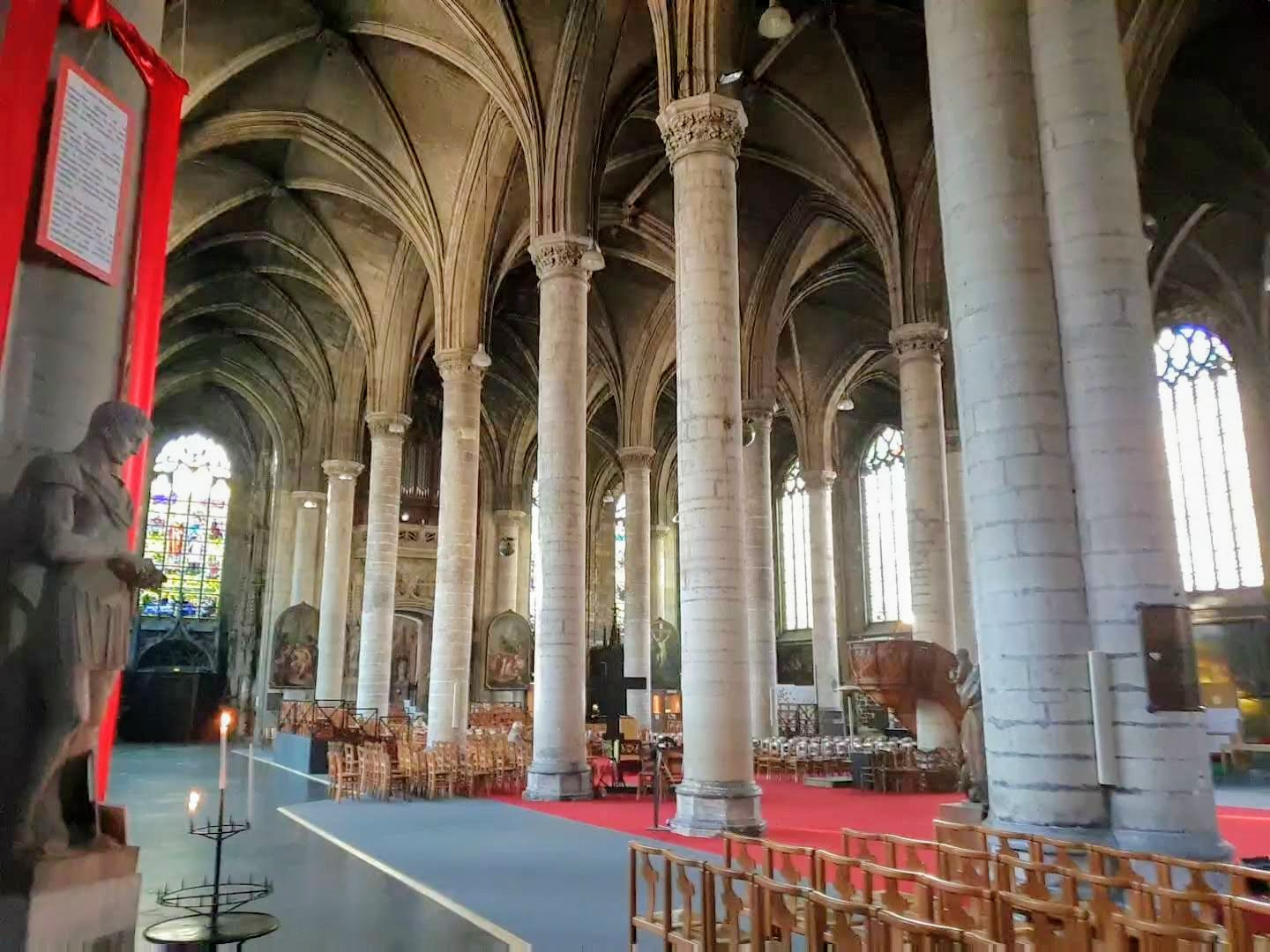
La nef de l'église vue depuis la droite du chœur.
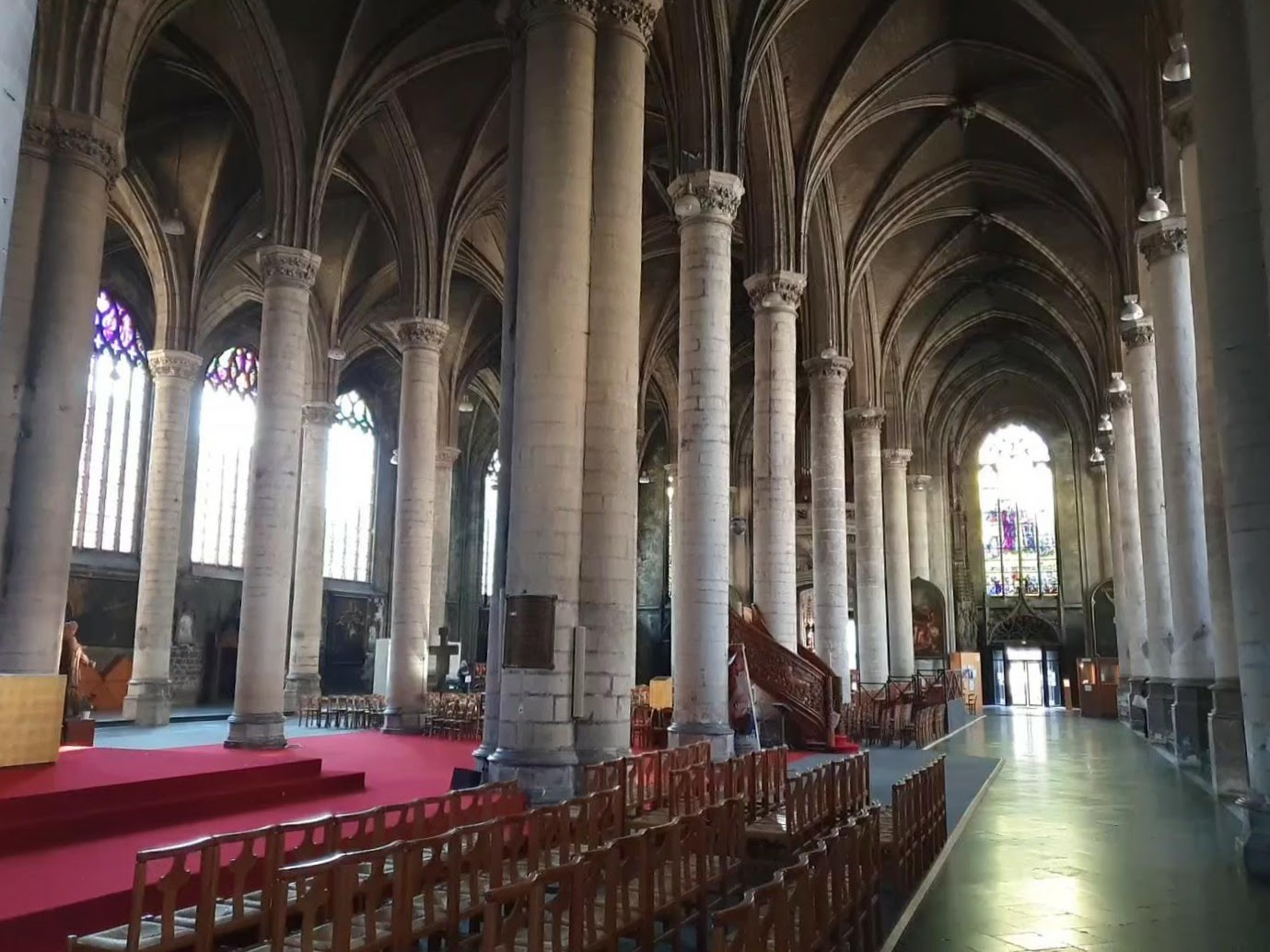
La nef de l'église vue depuis la gauche du chœur.
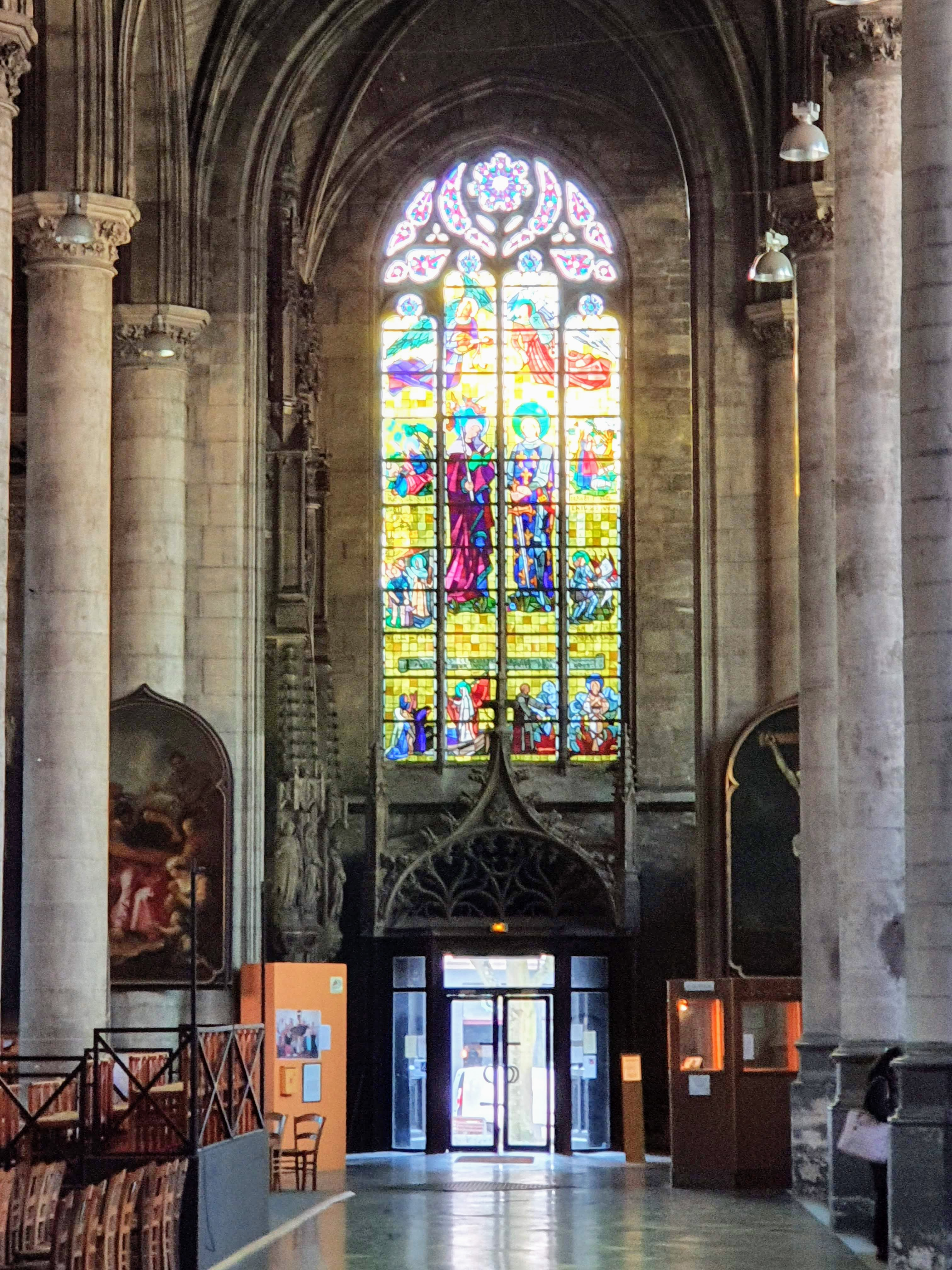
L'entrée gauche de la nef.
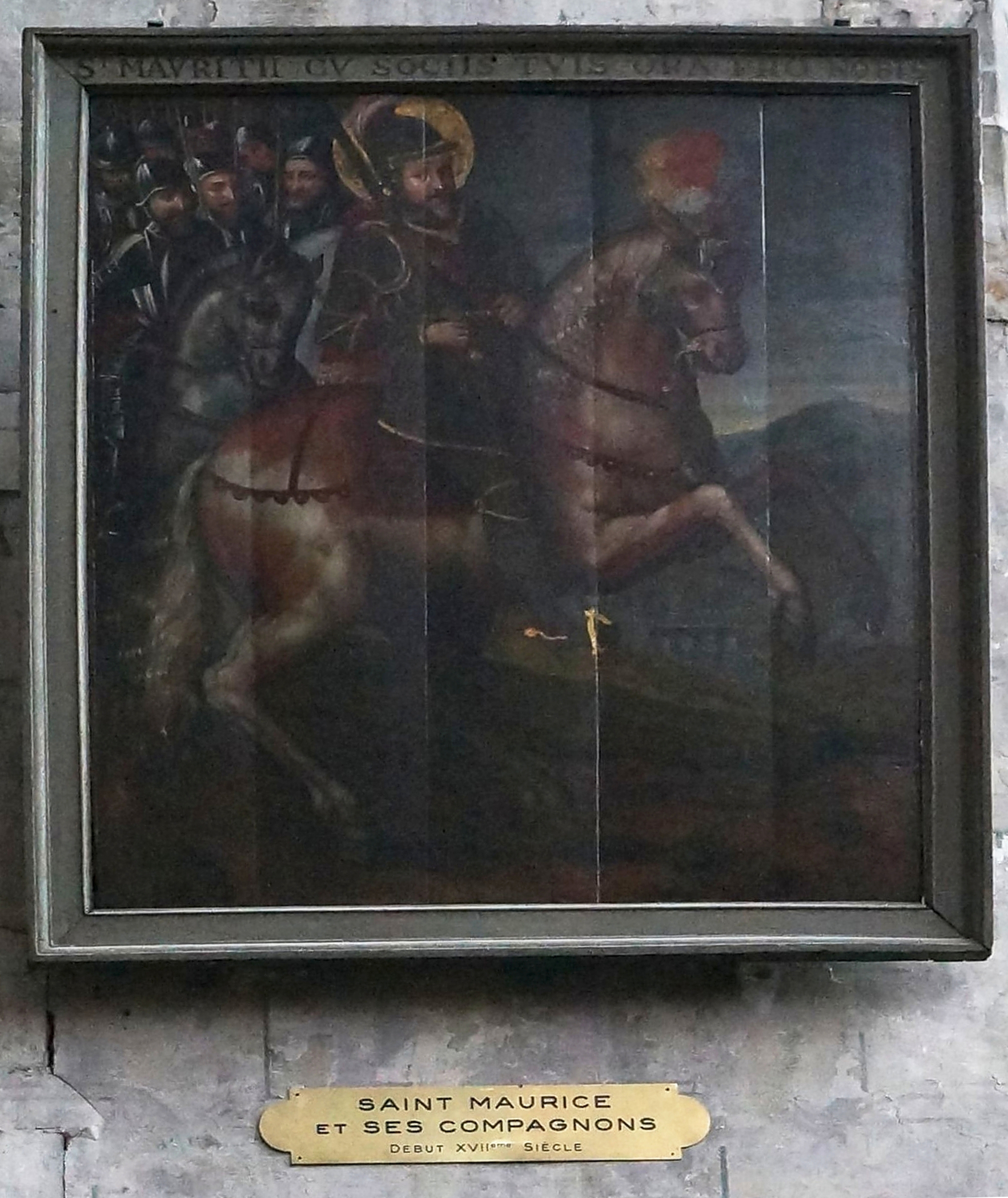
Saint Maurice et ses compagnons.
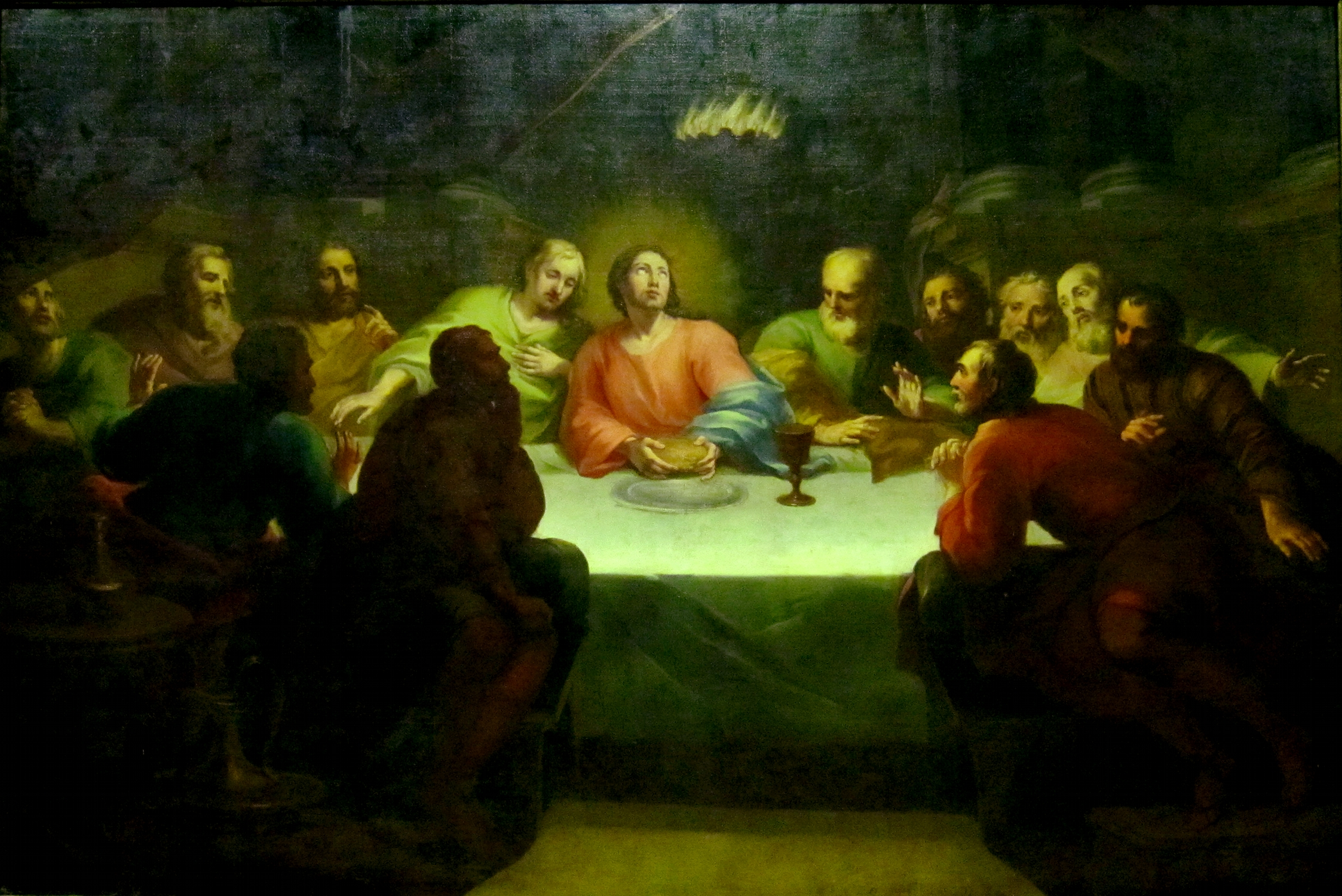
La cène de Joseph Wamps (début du XVIIIe siècle).
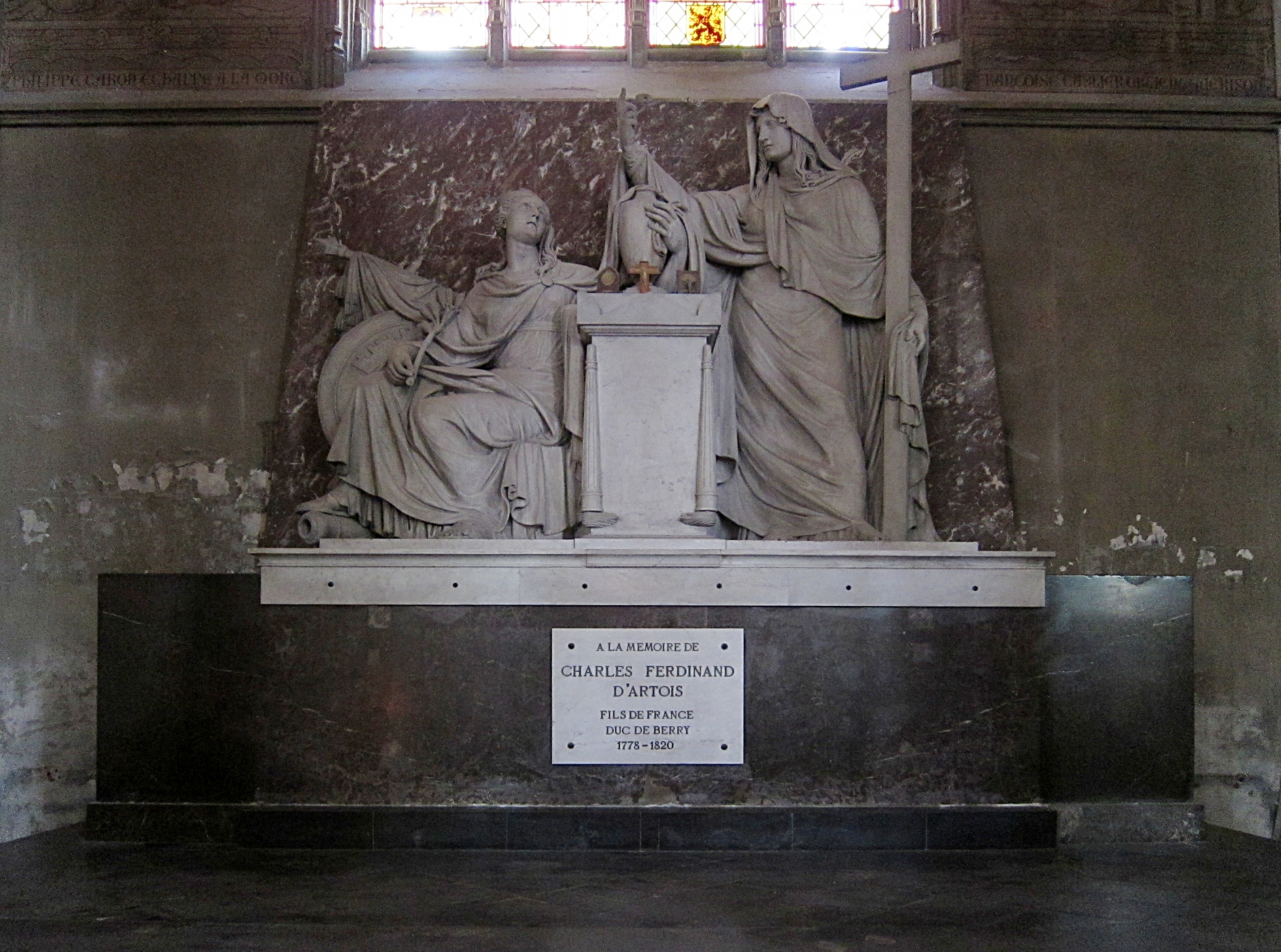
Le monument funéraire de Charles Ferdinand d'Artois.

### Orgues
L'église Saint-Maurice possède deux orgues :
- Un grand orgue, en tribune, construit en 1877 par les frères Edouard et Théophile Delmotte (48 jeux, répartis sur 3 claviers et un pédalier).
- Un orgue de chœur, construit en 1882 par Joseph Merklin (13 jeux, répartis sur deux claviers et un pédalier).

## Paroisse Saint-Maurice
L'église était celle d'une des quatre plus anciennes paroisses de Lille du XIIe siècle avec celles de Saint-Pierre, Saint-Étienne et Saint-Sauveur faisant partie de la paroisse Saint-Maurice. Son territoire agrandi au sud en 1603 par le IVe agrandissement, en 1617 au nord par le Ve agrandissement était le plus étendu et la paroisse la plus peuplée (en 1677, 9 468 habitants) au XVIIe siècle, au XVIIIe siècle et au XIXe siècle jusqu'au Ve agrandissement de 1858.

### Iconographie
- Images de l'église Saint-Maurice sur le site de la bibliothèque numérique de Lille.